# Perla, anfitriona
Perla, anfitriona es el último capítulo de la tercera temporada de la serie de televisión argentina Mujeres asesinas. Este episodio se estrenó el día 2 de julio de 2007. Según datos suministrados por IBOPE, el promedio del capítulo fue de 27,1 puntos de índice de audiencia.
En el libro este episodio recibe el nombre de Perla B., anfitriona igual que en el capítulo de televisión.
Este episodio fue protagonizado por Leticia Brédice, en el papel de asesina. Coprotagonizado por Antonio Birabent y Mónica Ayos. Y las participaciones de David Masanjnik, Agustina Posse, Alan Sabbagh y Pablo Carnaghi.

## Desarrollo

### Trama
Perla (Leticia Brédice) está casada con Daniel (Antonio Birabent), un hombre déspota, que la desvaloriza y menosprecia en forma permanente, y que tiene una relación con Claudia (Mónica Ayos). Su único interés es el dinero que ella puede darle. Perla siempre sumisa, con tal de tenerlo a su lado es capaz de soportar cualquier cosa, hasta la violencia física y el adulterio. Ella sabe que su marido le es infiel. Sin embargo, sigue luchando por su amor. Todas estas humillaciones parecen no hacer mella todavía en su corazón. Aún continúa con el rito de cocinarle a él y a sus amigos todos los martes, soportando incluso diálogos indecentes que siempre la menoscaban. El desprecio no podía durar demasiado. Perla llega a un punto en el que decide finalmente terminar con tanto desamor y desidia; asesina a Daniel de varias puñaladas en la espalda y lo corta en trozos, lo cocina en guisado para servirlo a sus invitados.

### Condena
Perla B. fue declarada culpable y sentenciada a 12 años por homicidio agravado por el vínculo. Cumplió íntegramente su condena y salió en libertad en 1984.

## Elenco
- Leticia Brédice
- Antonio Birabent
- Mónica Ayos
- David Masajnik
- Agustina Posse
- Alan Sabbagh
- Pablo Carnaghi

## Adaptaciones
- Mujeres asesinas (República Dominicana): Perla, anfitriona - Honey Estrella